# Chemical & Pharmaceutical Bulletin
Das Chemical & Pharmaceutical Bulletin, abgekürzt Chem. Pharm. Bull., ist eine wissenschaftliche Fachzeitschrift, die von der Japanischen Pharmazeutischen Gesellschaft veröffentlicht wird. Die erste Ausgabe erschien im Jahr 1953. Es werden Artikel aus den Bereichen Pharmakologie und Pharmazie veröffentlicht.
Der Impact Factor lag im Jahr 2020 bei 1,645. Nach der Statistik des Web of Science wurde das Journal 2020 in der Kategorie medizinische Chemie an 53. Stelle von 62 Zeitschriften, in der Kategorie multidisziplinäre Chemie an 129. Stelle von 178 Zeitschriften und in der Kategorie Pharmakologie und Pharmazie an 244. Stelle von 276 Zeitschriften geführt.